# Cheiracanthium haroniense
Cheiracanthium haroniense es una especie de araña del género Cheiracanthium, familia Cheiracanthiidae, suborden Araneomorphae. Fue descrita científicamente por Lotz en 2007.

## Distribución
Se distribuye por Zimbabue.